# Franz Mauve
Franz Mauve (Katowitz, 11. studenog 1864. -  Berlin, 12. prosinca 1931.) je bio njemački admiral i vojni zapovjednik. Tijekom Prvog svjetskog rata zapovijedao je 2. i 4. eskadrom Flote otvorenog mora.

## Vojna karijera
Franz Mauve rođen je 11. studenog 1864. u Katowitzu. Od rujna 1903. obnašao je dužnost u odjelu za časnike flote, dok je od 1905. obnašao dužnost časnika u Admiralitetu. U travnju 1908. postaje zapovjednikom krstaša SMS Victoria Louise. Zapovijedajući navedenim brodom sudjeluje u misiji pomoći stradalima u potresu u Messini, te posjetu Sjedinjenim Američkim Državama. U travnju 1910. s činom kapetana, postaje načelnikom odjela u Admiralitetu, dok od 1911. zapovijeda bojnim brodom SMS Pommern. U listopadu 1910. postaje zamjenikom zapovjednika 2. eskadre Flote otvorenog mora na kojoj dužnosti dočekuje i početak Prvog svjetskog rata.

## Prvi svjetski rat
Tijekom prvih godina Prvog svjetskog rata Mauve je obnašao dužnost zamjenika zapovjednika 2. eskadre Flote otvorenog mora i to najprije Reinharda Scheera, te potom Felixa Funkea. Navedenu dužnost obnaša do kolovoza 1915. kada je imenovan zapovjednikom 2. eskadre. U tom svojstvu sudjeluje u Bitci kod Jyllanda u kojem je potopljen bojni brod SMS Pommern koji se nalazio u sastavu njegove eskadre. U studenom 1916. Mauve je promaknut u čin viceadmirala, da bi u prosincu te iste godine postao zapovjednikom ponovno formirane 4. eskadre Flote otvorenog mora. Navedenu dužnost obnaša do kolovoza 1917. kada je stavljen na raspolaganje.

## Poslije rata
Do kraja rata Mauve nije dobio novo zapovjedništvo. Preminuo je 12. prosinca 1931. godine u 68. godini života u Berlinu.